# 羅渣士糖業股份
羅渣士糖業收入基金，簡稱羅渣士糖業股份有限公司或羅渣士糖業（Rogers Sugar Income Fund，TSX：RSI），是在1997年成立。
其股份是在多倫多證券交易所上市。主要資產羅渣士糖業、蘭特糖業，後來在2008年6月30日合併，更名為蘭特企業股份有限公司至今。其主要生產煉糖廠分為3家，滿地可煉糖廠，但已在2000年7月關閉、溫哥華煉糖廠、泰伯糖用甜劑廠等，其中泰伯糖用甜劑廠是用甜菜來製糖原料。

## 外部連結
- 羅渣士糖業